# Яблоко (тип плода)

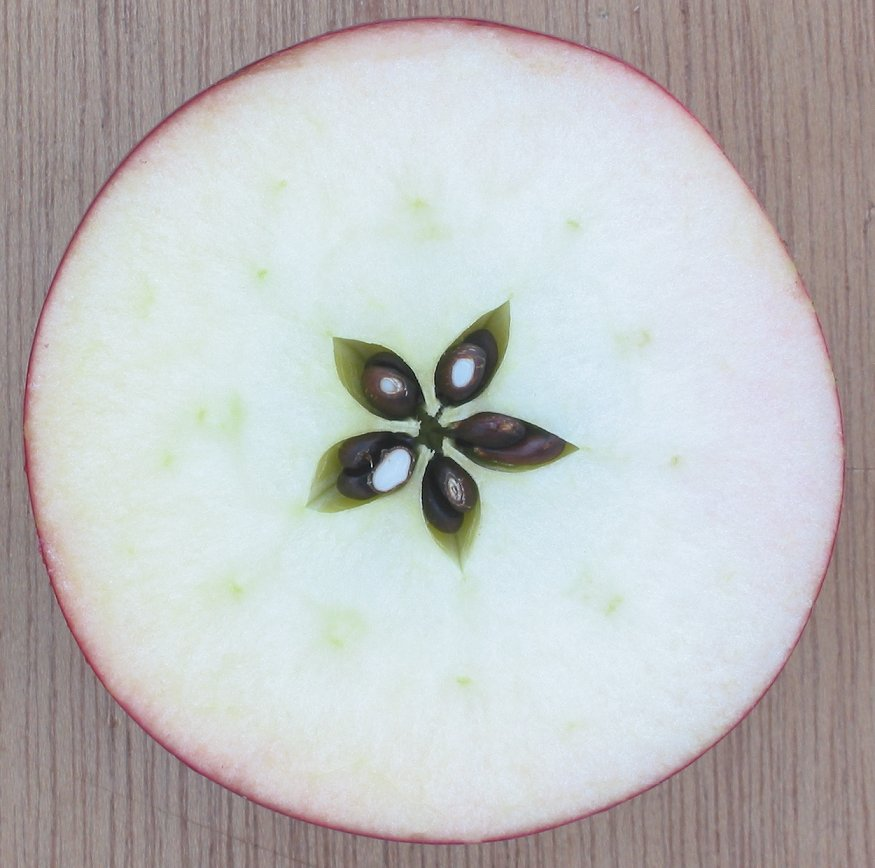
Разрез плода яблони домашней

Я́блоко (лат. pomum) — многосемянный нераскрывающийся плод, характерный для растений подсемейства Яблоневые семейства Розовые (такой тип плода, в частности, имеют яблоня, груша, кизильник, боярышник, мушмула, айва, рябина). В узком смысле — плод яблони домашней. Мелкие плоды яблоневых, обычно собранные в соплодия, имеют название яблочко (например, рябина). Яблоко образуется из нижней завязи, возникающей у розовых благодаря наличию гипантия — расширенного цветоложа, сросшегося с околоцветником и основанием андроцея. По строению яблоко напоминает ягоду.
Морфогенетически яблоко образуется из гемисинкарпного гинецея. Гипантий у яблоневых срастается с плодолистиками и частично или полностью закрывает их, так образуется нижняя завязь. Затем плодолистики оказываются погружёнными в мякоть, представляющую собой мезокарпий. Экзокарпий («кожица» яблока) образован гипантием, на нём сохраняются остатки приросших тычиночных нитей и чашелистиков. Таким образом, яблоко собой представляет многолистовку, обросшую мякотью гипантия.
Типичное листовковидное яблоко встречается у большинства представителей подсемейства — яблони, груши, рябины, айвы, но у некоторых родов (боярышник, кизильник) семя заключено в твёрдую одревесневшую оболочку, такой плод называют костянковидным яблоком.